# فابيان كانوبيو
فابيان كانوبيو (بالإسبانية: Fabián Canobbio) (مواليد 8 مارس 1980 في مونتيفيديو - الأوروغواي) لاعب كرة قدم أوروغواياني يلعب حاليا لصالح نادي الدرجة الأولى ريال بلد الوليد الإسباني منذ 2008 في مركز الوسط المهاجم كما يجيد اللعب في مركز الجناح الأيسر والمهاجم .

## روابط خارجية
- فابيان كانوبيو على موقع الاتحاد الدولي (مؤرشف)  (الإنجليزية)
- فابيان كانوبيو على موقع قاعدة بيانات كرة القدم.إي يو (الإنجليزية)
- فابيان كانوبيو على موقع ناشيونال فوتبول تيمز (الإنجليزية)
- فابيان كانوبيو على موقع Soccerway.com (الإنجليزية)
- فابيان كانوبيو على موقع كووورة
- فابيان كانوبيو على موقع AS.com (الإسبانية)